# Табора (регион)
Табора е един от 26-те региона на Танзания. Разположен е в централно-западната част на страната. Площта на региона е 76 151 км². Населението му е 2 291 623 жители (по преброяване от август 2012 г.). Столица на региона е град Табора.
Регион Табора е известен с производството на отличим мед и с дърводобивните си активности. 46% от площта на региона е заета от горски резерват, а 22% е резерват за животни. Главната икономическа активност в Табора е земеделието.

## Окръзи
Регион Табора е разделен на 6 окръга: Игунга, Уйи, Табора - градски, Нзега, Урамбо и Сиконге.